# جامعة لوهانسك الطبية الحكومية
جامعة لوهانسك الطبية الحكومية، مؤسسة تعليم عالي أوكرانية، (بالأوكرانية: Луганський державний медичний університет) هي جامعة تقع في لوهانسك أوبلاست، أوكرانيا. تأسست هذه الجامعة في سنة 1956